# AZ4A
Электровоз AZ4A — азербайджанская версия электровоза Alstom Prima M4, магистральный пассажирский двухсистемный электровоз, разработанный компанией Alstom Transport по заказу ADY. Прототип первого электровоза создан в 2017 году и имел рабочее название Prima М4. Целью создания данного электровоза является  перевод железных дорог  Азербайджана на переменный ток основного грузопотока.

## История

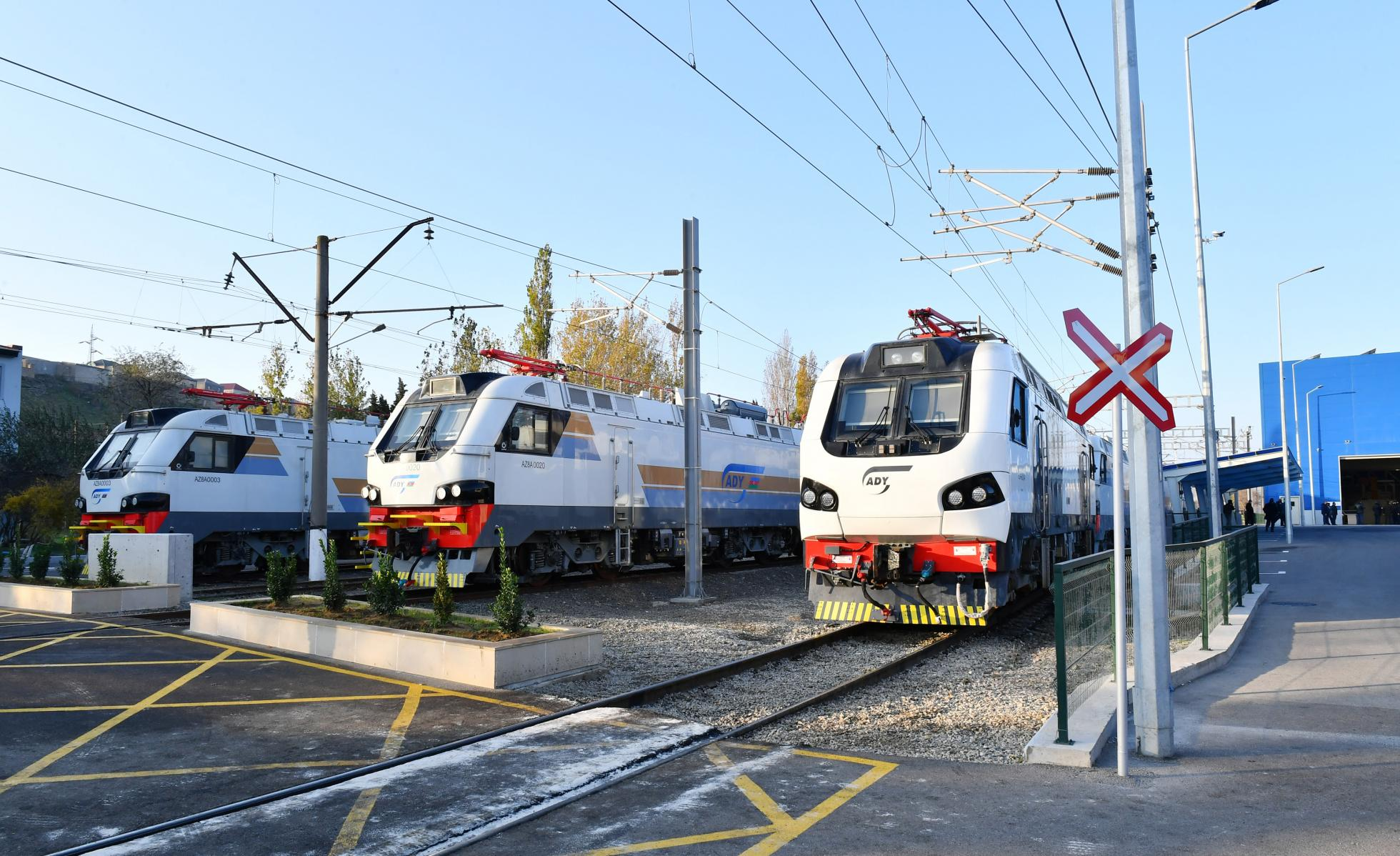
Грузовой электропоезд AZ8A и пассажирский AZ4A в депо Баладжары в Азербайджане.

Четырёхосные пассажирские электровозы получили условную аббревиатуру AZ4A.
Расшифровка аббревиатуры следующая: AZ- международное сокращение Азербайджан; 4 — количество осей; латинская буква А — означает наличие асинхронных тяговых двигателей.
Основной задачей электровоза является вождение пассажирских поездов в переходный период ADY, во время которого осуществляется постепенный переход Азербайджанских железных дорог с постоянного тока на переменный. Поставки завершились в 2019 году.

## Статистика выпуска
Данные по выпуску электровозов AZ4A по годам приведены в таблице:
| Год выпуска | Количество электровозов | Номера электровозов |
| 2017        | 1                       | 001                 |
| 2018        | 2                       | 002, 005            |
| 2019        | 7                       | 003, 004, 006-010   |
| Всего       | 10                      | 001—010             |

## Эксплуатация
Все пассажирские 4-осные электровозы AZ4A (Alstom Prima M4), принадлежащие ADY, приписаны к ТЧ-1 Баку-Пассажирская. По состоянию на сентябрь 2021 года в парке перевозчика имеется 10 исправных локомотивов (0001 — 0010), которые работают на многих внутренних пассажирских маршрутах.